# Jahodka
Jahodka (Duchesnea) je útlý rod nízkých poléhavých trvalek jenž je tvořen pouhými dvěma druhy pocházejícími z Asie. Rostliny jsou na prvý pohled vzhledově podobné jahodám a proto byly v minulosti řazeny do rodů jahodník nebo mochna.

## Výskyt
Byliny rodu jahodka byly původně rozšířeny jen po Asii, ale koncem 18. století se dostaly do Evropy a odkud byly jako okrasné rostliny vyvezeny do Severní Ameriky i Afriky. Ze zahradnických záhonů, díky semenům roznášenými ptáky, unikly brzy do volné přírody a v mnoha zemích tyto nenáročné rostliny zdomácněly. Rostou obvykle na vlhkých místech v lesích nebo na březích vodních toků i nádrží do nadmořské výšky až 1200 m, podle druhu preferují stinná nebo osluněná místa. Na příhodných stanovištích obvykle vytvářejí velké koberce.
V České republice je rozšířena pouze jahodka indická. Ta byla v české přírodě poprvé popsána v roce 1960 a je hodnocena jako zdomácnělý neofyt.

## Popis
Téměř stálezelené vytrvalé byliny s plazivými kořenujícími lodyhami které vyrůstají z krátkého oddenku. Tyto tenké a poléhavé lodyhy, až 1 m dlouhé, jsou schopné v uzlinách vypouštět kořínky. Z palistů u jejích uzlin rostou na dlouhých řapících trojčetné listy se zubatými lístky které jsou 1,5 až 4 cm dlouhé a 1 až 3 cm široké.
Z úžlabí listů vyrůstají jednotlivé bezlistenné oboupohlavné pětičetné květy. Vytrvalé kališní lístky se střídají s drobnými lístky kalíšku, volné žluté korunní lístky jsou obvejčitého tvaru. V květu je obvykle 20 až 30 tyčinek s kulovitými prašníky. Semeník je složen z mnoha plodolistů, opadavá čnělka nese celistvou bliznu. Květy obvykle rozkvétají v dubnu až květnu.
Ovoce je dužnaté souplodí tvořeno z masitého květního lůžka ve kterém jsou ploché vejčité nažky asi 1,5 mm velké, každá obsahuje jedno ledvinovité semeno. Tato sytě červeně zbarvená souplodí dozrávají v červenci a srpnu a přestože se podobají souplodím jahod, jsou zcela bez vůně i chuti.

## Význam
Rod je využíván v zahradnické praxi na lemování chodníků, uplatňuje se hlavně svěže zelená barva většinou neopadavých listů, výrazná pestrost žlutých květů i rumělkového souplodí. Je také vysazován pro svou půdokryvnou funkci kterou dobře plní díky kořenícím lodyhám. Občas bývá pěstován i v závěsných květináčích jako převislá rostlina.

## Taxonomie
Chromozomové číslo rodu je x = 7, jsou uznávány tyto dva druhy:
- diploidní jahodka zlatá (Duchesnea chrysantha) (Zoll. & Moritzi) Miq.
- dodekaploidní jahodka indická (Duchesnea indica (Jacks.) Focke

Dále byl v asijské přírodě zjištěn
- hektaploidní kříženec (Duchesnea × hara-kurosawae) Naruh. & M. Sugim.[6]

## Galerie

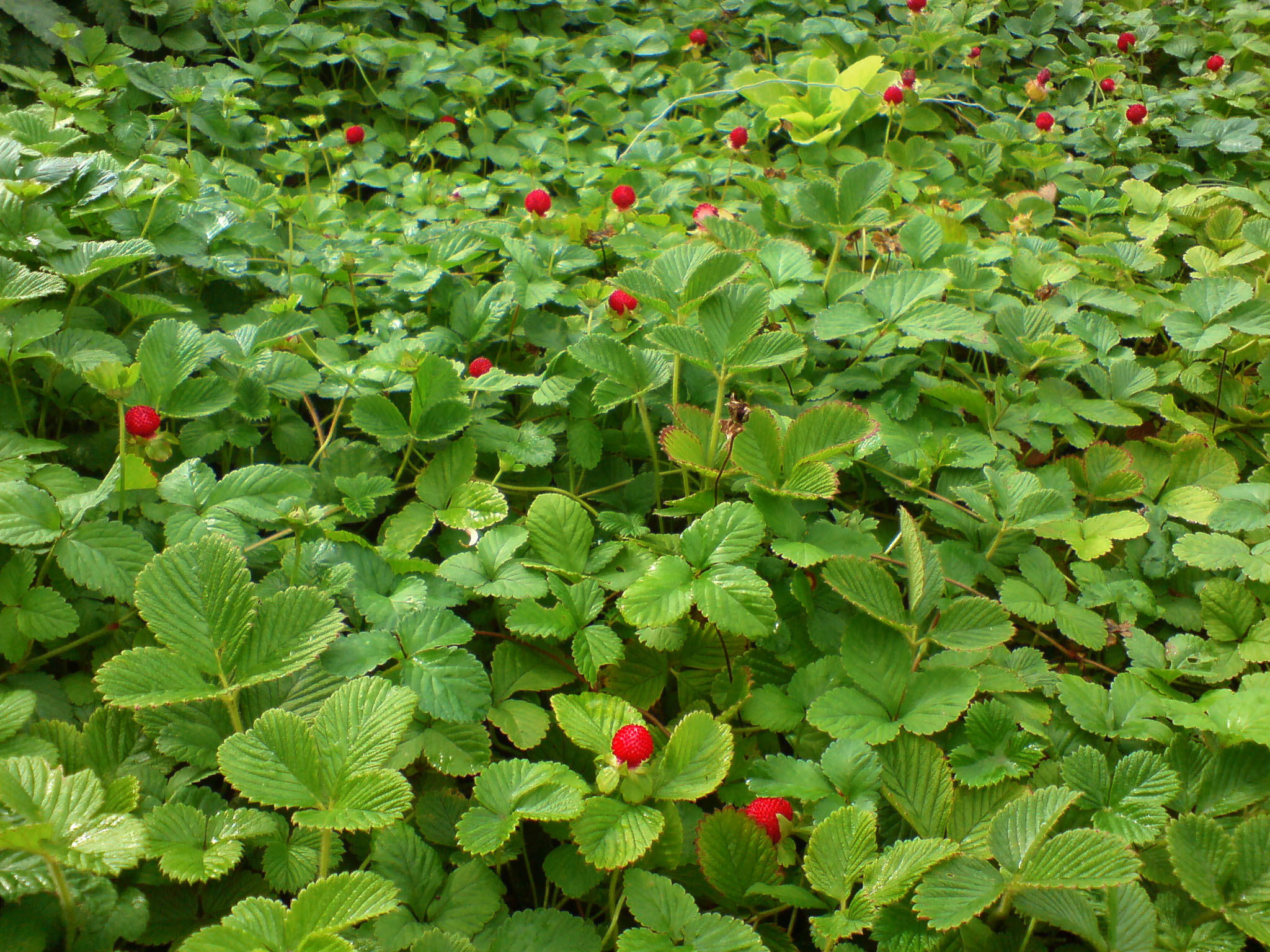
Porost jahodky
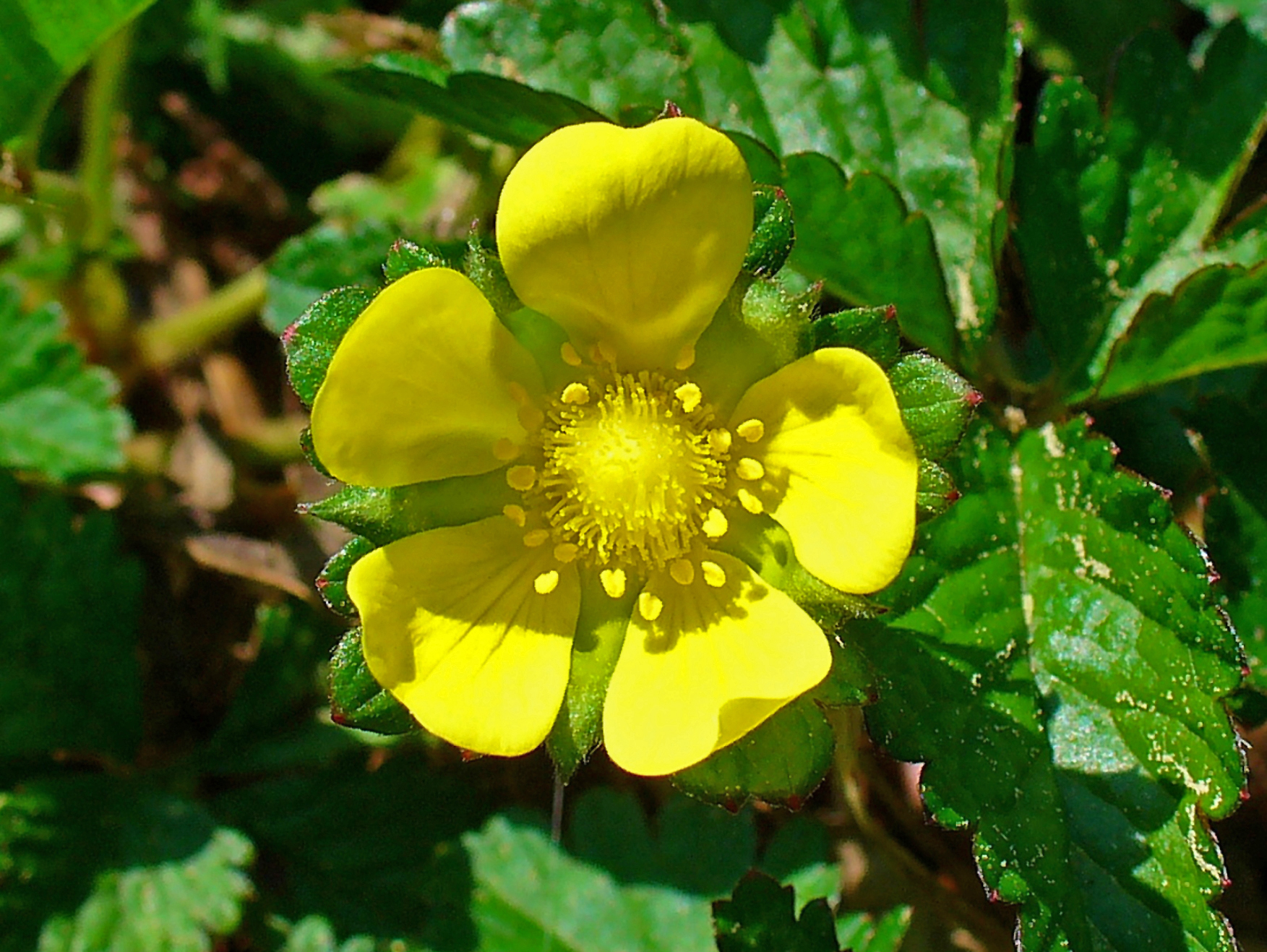
Květ jahodky
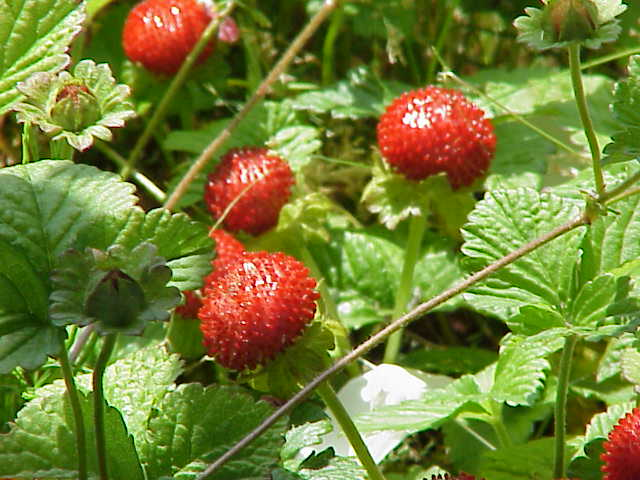
Plodící jahodka
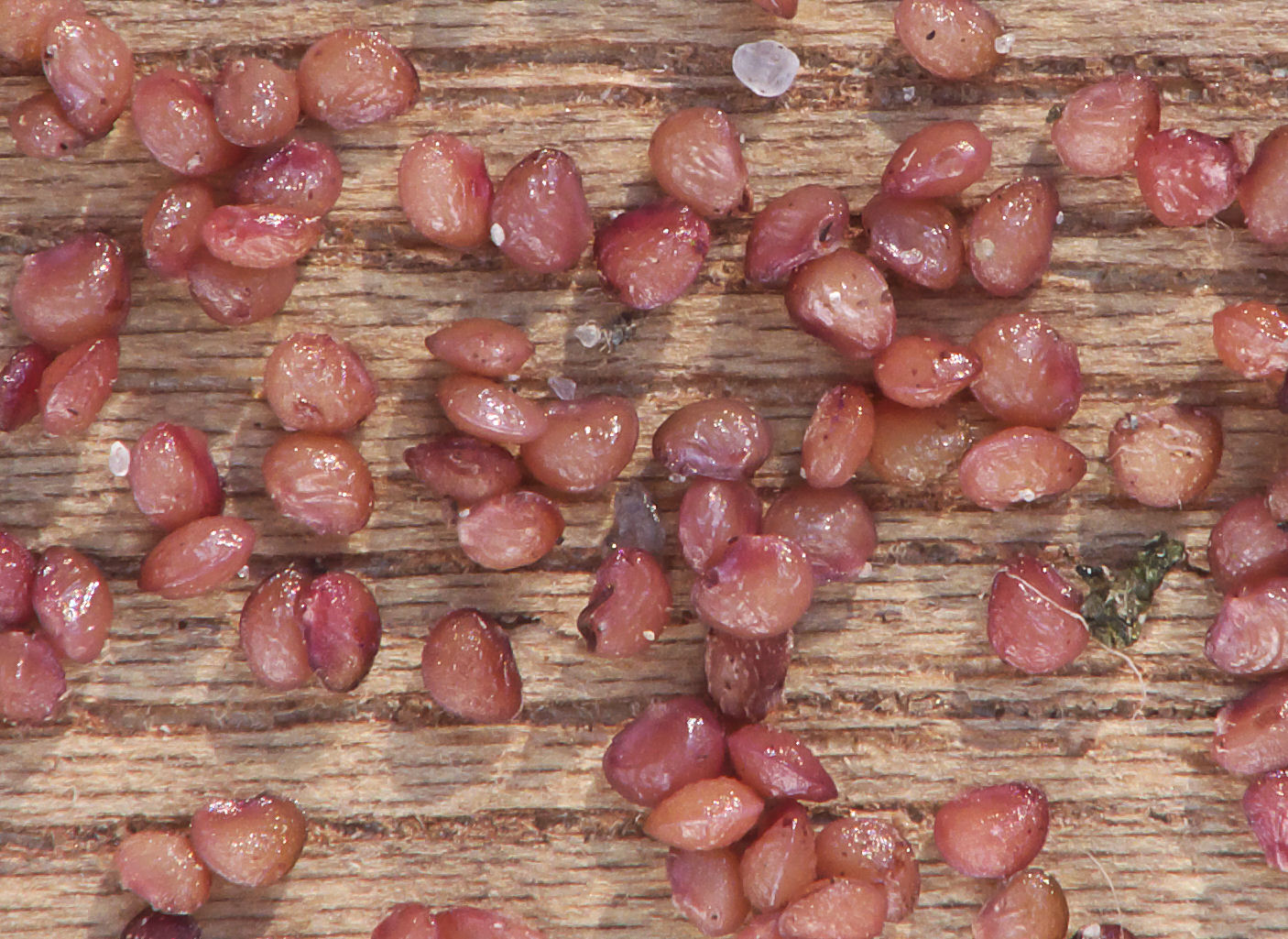
Nažky souplodí